# Sweeney Todd: el barber diabòlic del carrer Fleet (musical)
Sweeney Todd: el barber diabòlic del carrer Fleet (títol original en anglès: Sweeney Todd: the Demon Barber of Fleet Street) és un musical, guanyador de diversos premis Tony, amb llibret d'Hugh Wheeler i música i lletres de Stephen Sondheim. El musical està basat en la llegenda del segle xix de Sweeney Todd, i específicament en l'obra teatral de Christopher Bond de 1973.
Sweewey Todd s'estrenà a Broadway l'1 de març de 1979. Va ser dirigida per Harold Prince, amb Len Cariou i Angela Lansbury en els personatges principals, i es realitzaren 557 funcions. La història se centra en el paper de Sweeney Todd, abans conegut com a Benjamin Barker, que retorna de les colònies penals a Austràlia, on s'ha passat 15 anys per una falsa acusació. Llavors se n'assabenta per Mrs. Lovett (que fa els pitjors pastissos de carn de Londres) que la seva esposa va emmetzinar-se després de ser violada pel Jutge Turpin (l'home que el va empresonar), i que la seva filla està sota la tutela del mateix Jutge Turpin. Todd reclama venjança, i juntament amb Mrs. Lovett esdevenen conspiradors en una trama obscura que acabarà en un assassinat massiu, un èxit en el negoci de Mrs. Lovett, i una tragèdia final.

## Sinopsi

### Primer Acte
Durant el Pròleg dos enterramorts són vistos obrint una tomba davant de l'escenari. Un home amb un abric blanc, un encarregat o potser un supervisor dels enterramorts, entra i connecta la màquina del fum. Les màquines comencen la seva música pròpia. Un organista comença un Preludi. Comencen a sonar diversos sons, i els treballadors llencen la bandera britànica com si així suggeríssim la desintegració de l'ordre social.
Un grup surt al voltant de la tomba i comença La balada de Sweeney Todd. És un peça que conté una adaptació musical del Dies Irae, part dels Grups de moribunds de l'Església Catòlica. Aquest fragment és escoltat per primer cop amb les paraules "Sweeney". En aquest punt, un cos és portat i deixat a terra. Llavors surt lentament de la tomba el barber diabòlic protagonista.
El Pròleg acaba; llum de matí il·lumina l'escenari, i la paret del fons s'aixeca, veient-se un carrer de Londres amb les xemeneies, fàbriques i petites embarcacions. Anthony Hope, un jove mariner, i Sweeney Todd arriben d'un vaixell. Anthony canta robustament les seves aventures però proclama que No hi ha res com Londres, una visió positiva de la glòria de la gran ciutat. Una dona pobra interromp la seva conversa amb una desesperada demanda d'almoines, seguit per una lasciva oferta dels seus favors sexuals. S'apropa a Todd, que la llença fora. Li contesta a Anthony que amb una dura col·lecta que al que la crueltat de l'home és més perillosa que al Perú, llavors entra en una mena d'estat de trànsit, recordant el seu passat al Barber i la seva dona.
Seguidament trobem Mrs. Nellie Lovett, una immoral i pràctica venedora de pastissos de carn. Quan Todd arriba, el fa entrar a la seva botiga i ella descriu les seves penes com Els pitjors pastissos. Es queixa per les preocupacions sobre els pastissos i la seva competidora, Mrs. Mooney, que fa uns pastissos de gat. Declara que els temps són durs, més durs inclòs que els seus pastissos. Todd pregunta per l'habitació que hi ha sobre la botiga i escolta a Mrs. Lovett la història del barber i la seva dona, en la que no parla de la bellesa de la dona, sinó la del barber, Benjamin Barker. Todd pregunta si no sap més, i en Pobra, relata la terrorífica història de com la dona del barber, Lucy va ser copdiciada i seduïda pel luxuriós Jutge Turpin ajudat pel vil Agutzil Bamford. El Jutge envià a presó per vida exiliat a Barker, amb un càrrec fals, i llavors Lucy va ser portada per l'Agutzil a la casa del Jutge, on un grotesc ball de màscares estava en progrés. Aquest episodi, realitzat a sobre de l'escenari en pantomima, culmina quan el Jutge despulla la noia i la viola en un minuet. Todd crida al final de la saga, i amb això convenç a Mrs. Lovett que ell és Benjamin Barker. Ell li pregunta sobre Lucy i la seva filla, Johanna, i sap que ella va prendre verí després de l'episodi amb el Jutge Turpin.
Es gira cap a Mrs. Lovett ha guardat les navalles d'en Barker tots els anys de la seva absència, i ara les hi torna de bon grat. Ell es dirigeix en una rapsòdica Amics meus, cantant-los com si poguessin sentir el seu cor d'amant, obviant les expressions d'afecte de Mrs. Lovett. Barker i les navalles s'han reunit (Amics meus). És buit altre cop i s'ha transformat en una màquina no menys perniciosa que les complexes màquines que els rodegen. La gent de Londres surten del seu amagatall i criden "Sweeney!".
Ara veiem Johanna a la seva finestral. Canta Pits-roigs i rossinyols, amb què reflecteix la seva pròpia captivitat. Anthony va pel carrer, i s'enamora instantàniament d'ella (Noia). És vist pel Jutge i per l'Agutzil, que se’l treuen de sobre, però determina guanyar la mà de la noia (Johanna).
Al mercat de St. Dunstan hi ha gent, incloent Todd i Mrs. Lovett, expectant al voltant de la caravana d'Adolfo Pirelli, un xarlatà que clama ser "el rei dels barbers, el barber dels reis". El seu ajudant i timbaler, Tobias, intenta interessar a la gent per l'elixir màgic de Pirelli (L'elixir de Pirelli). Todd ensuma una ampolla i declara que no és més que una barreja de pixats i tinta. Pirelli entra en un estil d'òpera italiana, y Todd promptament el provoca per un concurs (El concurs). El concurs, jutjat per l'Agutzil, és guanyat per Todd, qui invita a l'Agutzil per afaitar-se a la seva botiga, sobre la de Mrs. Lovett.
A la botiga de pastissos, Todd, esperant ansiosament per l'Agutzil, és exhortat per Mrs. Lovett a ser pacient, i és la primera paraula de la cançó de Mrs. Lovett, Temps. No gaire tard, Pirelli visita Todd. Havent reconegut les navalles d'en Todd i havent provat la seva identitat, li exigeix la meitat dels seus guanys. Todd el mata, mentre escales a baix, Mrs. Lovett calma el jove Tobias.
El Jutge, veient que Johanna s'ha tornat una dona i no pot tenir-la captiva per gaire més temps, vol casar-s'hi i quedar-se-la per a ell (Johanna). Desesperadament intentant posseir-la, decideix casar-se amb ella. L'endemà Johanna i Anthony planegen la seva fugida. El duet dels amants (Besa’m) acaba sent un quartet quan l'Agutzil proposa al Jutge que visiti la barberia d'en Todd per fer-se més atractiu per Johanna (Les dones tenen sensibilitat).
L'arribada del Jutge Turpin dona a en Todd l'oportunitat de prendre la seva revenja. Però el barber espera una mica (Dolces dones), i Anthony apareix amb les notícies que ell i Johanna es casaran diumenge. Enrabiat, el Jutge marxa de la botiga. La ira d'en Todd per la seva oportunitat perduda és expressada a Epifania, en la que el seu odi frustrat pel Jutge Turpin es transforma en una demanda de venjança contra tots els homes. El canvi d'en Todd, que va començar quan es va reunir amb els seus "amics", és complet. Està "viu al final" mentre resol degollar indiscriminadament mentre que arribi una altra oportunitat per matar el Jutge.
Mrs. Lovett, pràcticament com sempre, veu la necessitat de disposar de Pirelli - i de la promesa de més morts sagnats per Todd – és l'estímul correcte per donar un bon rumb al seu negoci i ser l'enveja de Mrs. Mooney (Mossèn). Canten junts amb molt humor negre, imaginant les característiques de les diverses persones i oficis donaran als seus pastissos.

### Segon Acte
El segon acte comença. La botiga de Mrs. Lovett té afegida una terrassa a l'exterior, mentre que la primitiva habitació d'en Todd és transformada en un palau de barberia. I mentre, el jove Tobias canta pels pastissos amb la mateixa cançó que per l'elixir de Pirelli. Mrs. Lovett i els seus clients s'afegeixen a la cançó de Tobias, i mentre que ella es preocupa pels pastissos, en Todd pensa en la seva cadira i tots, inclòs la Captaire s'afegeixen a la festa (Déu, quin gust)
Anthony busca fervorosament per Londres l'ara desapareguda Johanna i Todd pensa en la seca filla Johanna. Es fa més intens amb l'arribada de clients a la botiga d'en Todd, amb una trampa sota la cadira, per la qual cauen al soterrani, i amb el fum que puja de la xemeneia de nit. La mort més terrible i la música més lírica.
La prosperitat de Mrs. Lovett és tangible pel nou paper pintat de la seva sala. A part del nou paper pintat, hi ha un harmònium comprat d'una parròquia cremada i altres fruits del seu negoci es manifesten. Ara es decideix a persuadir en Todd a fer una millor vida fora de la ciutat. Però el maniàtic Todd sols pensa en el jutge, mentre que ella li parla de tenir una casa de propietat Prop del mar.
Anthony troba la Johanna a l'Asil d'en Fogg, on el Jutge Turpin l'ha tancada com va tancar en Todd a la presó anys abans. El mariner demana ajut a en Todd per llibertar la noia, i el barber transforma l'Anthony en un perruquer, per anar a l'asil per comprar cabells dels llunàtics (Les perruques). Però Todd sols usa Johanna com una trampa al Jutge Turpin. Escriu al jutge una carta informant-lo que Johanna estarà a la barberia de Fleet Street aquell vespre (La carta).
Tobias mostra no sols el seu afecte per Mrs. Lovett, sinó també la seva suspicàcia per Todd a Rés no haurà de témer. Mrs. Lovett distreu al noi, oferint-li l'oportunitat de fer ell els pastissos, tancant-lo al soterrani.
Mentre Todd està lliurant la seva carta, l'Agutzil Bamford arriba a la botiga per investigar unes queixes sobre l'olor del fum. L'agutzil seu a l'harmònium i canta mentre Mrs. Lovett intenta explicar-li l'absència d'en Todd. (Cançons a la sala). Quan arriba en Todd, el mata mentre l'afaita.
Arribem a la seqüència final, on Tobias escapa quan veu el cos de l'Agutzil Bamford, i Todd i Mrs. Lovett el cerquen. Per la seva banda, la Johanna mata en Fogg mentre es barallava amb l'Anthony i fugen tots dos cap a la barberia (El manicomi d'en Fogg – Londres en flames). Johanna s'amaga a un bagul i arriba la Captaire poc abans que arribi en Todd. Quan aquest se la troba, i davant la imminent arribada del jutge, en Todd la mata i la llença pel forat. El Jutge Turpin arriba a la barberia (Escena final), i quan està assegut a la cadira, en Todd es dona a conèixer i el mata. Baixa al soterrani, i quan vol llençar la Captaire al forn, descobreix que era la seva dona Lucy, i Mrs. Lovett li explica tota la història. En Todd l'enganya i la llença al forn. Un cop sol, en Todd queda sol a la botiga plorant amb el cadàver de la Captaire als braços i entra Tobies amb els cabells blancs i completament trastocat. Recrimina en Todd els seus crims i el mata en el moment que arriben l'Anthony i la Johanna amb dos policies.
La funció s'acaba, i els personatges tornen a l'escenari en un Epíleg on es canta un altre cop "La balada de Sweeney Todd", i preguntant-se qui no ha buscat la venjança algun cop.

## Personatges
| Personatge         | Veu          | Actor (NY) - 1979  | Actor (BCN) - 1995             | Revival NY 2006      |
| ------------------ | ------------ | ------------------ | ------------------------------ | -------------------- |
| Sweeney Todd       | baix-baríton | Len Cariou         | Constantino Romero/Joan Crosas | Michael Cerveris     |
| Mrs. Nellie Lovett | contralt     | Angela Lansbury    | Vicky Peña                     | Patti LuPone         |
| Anthony Hope       | tenor        | Victor Garber      | Pep Molina                     | Benjamin Magnuson    |
| Johanna            | soprano      | Sarah Rice         | Mª Josep Peris                 | Lauren Molina        |
| Tobias Ragg        | tenor        | Ken Jennings       | Muntsa Rius                    | Manoel Felciano      |
| Jutge Turpin       | baix         | Edmund Lyndeck     | Xavier Ribera                  | Mark Jacoby          |
| Agutzil Bamford    | tenor        | Jack Eric Williams | Pedro Pomares                  | Alexander Gemignani  |
| Captaire           | mezzo        | Merle Louise       | Teresa Vallicrosa              | Diana DiMarzio       |
| Adolfo Pirelli     | tenor        | Joaquín Romaguera  | Esteve Ferrer                  | Donna Lynne Champlin |

## Números musicals
| Pròleg - Organ Prelude - The Ballad of Sweeney Todd - Companyia Primer Acte - No Place Like London - Todd, Anthony, Captaire - The Barber and His Wife - Todd - The Worst Pies in London - Mrs. Lovett - Poor Thing - Mrs. Lovett, Todd - My Friends - Todd, Mrs. Lovett - The Ballad of Sweeney Todd (reprise) - Cor - Green Finch and Linnet Bird - Johanna - Ah, Miss - Anthony, Johanna, Captaire - Johanna - Anthony - Pirelli's Miracle Elixir - Tobias, Todd, Mrs. Lovett, Cor - The Contest - Pirelli - The Contest (Tooth-Pulling Sequence)- Pirelli, Tobias - The Ballad of Sweeney Todd (reprise) - Cor - Johanna (Jutge's Song) - Jutge Turpin - Wait - Captaire, Mrs. Lovett, Todd - The Ballad of Sweeney Todd (Tres Tenors) - Cor - Kiss Me - Johanna, Anthony - Ladies in Their Sensitivities - Agutzil Bamford - Kiss Me (Quartet) - Agutzil Bamford, Johanna, Anthony, Jutge Turpin - Pretty Women - Todd, Jutge Turpin - Epiphany - Todd - A Little Priest - Todd i Mrs. Lovett | Segon Acte - God, That's Good! - Tobias, Mrs. Lovett, Todd, Cor - Johanna (Quartet) - Anthony, Todd, Johanna, Captaire - By the Sea - Mrs. Lovett, Todd - Wigmaker Sequence; The Ballad of Sweeney Todd (reprise) - Todd, Anthony, Cor - The Letter - Cor - Not While I'm Around - Tobias, Mrs. Lovett - Parlour Songs (Sweet Polly Plunkett) - Agutzil Bamford, Mrs. Lovett, Tobias - Parlour Songs Part II (The Tower of Bray) - Agutzil Bamford, Mrs. Lovett, Tobias - The Ballad of Sweeney Todd (reprise) - Cor - Fogg's Asylum; Fogg's Passacaglia - Cor - City On Fire - Cor, Johanna, Anthony - Searching - Todd, Mrs. Lovett, Anthony, Johanna, Captaire - Searching Part II (Beggar Woman's Lullaby)- Captaire - The Jutge's Return - Todd, Jutge Turpin - Final Sequence - Todd, Mrs. Lovett, Tobias - The Ballad of Sweeney Todd (Epilogue) - Companyia |

## Produccions

### Producció original de Broadway
Després de 19 funcions prèvies, la producció de Broadway, dirigida per Hal Prince i coreografiada per Larry Fuller, s'estrenà l'1 de març de 1979 a l'Uris Theatre. Tot i la pobre reacció del públic en l'estrena (es diu que la meitat del públic abandonà el teatre durant el descans) l'espectacle realitzà 557 funcions, tancant el 29 de juny de 1980. El repartiment incloïa a Angela Lansbury com Mrs. Lovett, Len Cariou com Sweeney Todd, Victor Garber com Anthony Hope, Sarah Rice com Johanna, Merle Louise com the Captaire, Ken Jennings com Tobias Ragg, Edmund Lyndeck com el Judge Turpin i Craig Lucas. La producció va ser nominada a 9 Tonys, guanyant-ne 8.

### Producció original de Londres
El musical s'estrenà al West End londinenc el 2 de juliol de 1980 al Theatre Royal Drury Lane, protagonitzat per Denis Quilley i Sheila Hancock. Es realitzaren 157 funcions.

### Revival de Broadway de 1989
El primer revival a Broadway s'estrenà el 14 de setembre de 1989 al Circle in the Square Theatre, representant-se 188 vegades, amb 47 prèvies. Va ser dirigit per Susan H. Schulman, i el repartiment incloïa a Bob Gunton i a Beth Fowler.

### Revivals a Londres i Broadway el 2004/05
El 2004, John Doyle dirigí un revival del musical a Newbury, que posteriorment es representà al New Ambassadors Theatre de Londres. La producció era principalment notable per l'absència d'orquestra, tenint els 10 intèrprets tocant ells mateixos els instruments que portaven a escena. Va ser interpretat per Paul Hegarty com Todd, Karen Mann com Mrs. Lovett, Rebecca Jackson com La Captaire, Sam Kenyon com Tobias, Rebecca Jenkins com Johanna, David Ricardo-Pearce com Anthony i Colin Wakefield com el Jutge Turpin.
Aquesta mateixa producció passà a Broadway, estrenant-se el 3 de novembre del 2005 a l'Eugene O'Neill Theatre, amb un nou repartiment format per Michael Cerveris com Todd, Patti LuPone com Mrs.Lovett, Lauren Molina com Johanna, Manoel Felciano com Tobias i Mark Jacoby com el Jutge Turpin. s'interpretà en 384 funcions i, igual que a Londres, els actors també tocaven els instruments.

### Producció a Barcelona
El 5 d'abril de 1995 s'estrenà en català al teatre Poliorama de Barcelona, en una producció del Centre Dramàtic de la Generalitat de Catalunya. El llibret va ser adaptat per Roser Batalla i Roger Peña, i va ser dirigit per Mario Gas. El repartiment estava format per Constantino Romero com Todd, Vicky Peña com Mrs.Lovett, Ma. Josep Peris com Johanna, Muntsa Rius com Tobias, Pep Molina com Anthony i Xavier Ribera-Vall com el Jutge Turpin, amb un gran èxit de crítica i de públic (el mateix Sondheim viatjà a Barcelona després de conèixer l'èxit que estava tenint i es mostrà encantat amb el muntatge, afirmant que era el muntatge que havia imaginat). Posteriorment el muntatge es representaria al teatre Apol·lo i Romero seria substituït per Joan Crosas com a Todd. Després el muntatge anà a Madrid. El muntatge va rebre més d'una quinzena de premis.
L'1 d'abril del 2009 Sweeney Todd tornà al teatre Apolo, aquest cop en castellà i només per una breu estada de sis setmanes, en una producció del Teatro Español de Madrid, però que pràcticament repetia el mateix equip artístic de deu anys abans amb Manuel Gas a la direcció musical i amb Vicky Peña i Joan Crosas com a caps de cartell.

### Funcions a teatres d'òpera i produccions en concert
A inicis de la dècada dels 2000, Sweeney Todd adquirí acceptació a les companyies d'òpera de tot el món. Bryn Terfel, el popular baríton gal·lès, interpretà a Todd al Lyric Opera of Chicago el 2002. va ser representada al Royal Opera House de Londres com a part de la temporada (desembre 2003 – gener 2004). L'Òpera Nacional Israelí l'ha interpretat en dues ocasions. La Icelandic Opera interpretà Sweeney Todd a la tardor del 2004, sent la primera vegada que s'interpretava a Islàndia
Sweeney Todd també ha tingut grans produccions en concert, amb George Hearn, Patti LuPone, Neil Patrick Harris, Davis Gaines i Audra McDonald cantant amb la New York Philharmonic al Lincoln Center for the Performing Arts de Nova York al maig de 2000. El Royal Festival Hall de Londres allotjà dues funcions el 13 de febrer de 2000, protagonitzades per Len Cariou com Todd, Judy Kaye com Mrs. Lovett, i Gaines com Anthony.
Al juliol de 2007 es presentà una producció en concert per només 4 dies per celebrar la reopertura del Royal Festival Hall, protagonitzada per Bryn Terfel, Maria Friedman, Daniel Boys, Steve Elias, Daniel Evans and Philip Quast.

### Revival de Londres 2012
Michael Ball i Imelda Staunton protegonitzen la nova producció del show que es realitzà al The Chichester Festival Theatre entre el 24 de setembre i el 5 de novembre de 2011. Dirigit per Johathan Kent, el repartiment incloïa a Ball com Todd, Staunton com Mrs. Lovett, John Bowe com el Judge Turpin, Lucy May Barker com Johanna i Peter Polycarpou com l'agutzil Bamford. La producció rebé bones crítiques i passà al Adelphi Theatre del West End entre el 10 de març i el 22 de setembre del 2012.

## La pel·lícula
El 21 de desembre del 2007 s'estrenà una versió cinematogràfica de Sweeney Todd, produïda conjuntament per Dreamworks i Warner Bros.. Va ser dirigida per Tim Burton, amb guió de John Logan i protagonitzada per Johnny Depp com Todd (Depp rebé una nominació a l'Óscar per la seva actuació), Helena Bonham Carter com Mrs. Lovett, Alan Rickman com el Jutge Turpin, Sacha Baron Cohen com Signor Pirelli, Jamie Campbell Bower com Anthony Hope, Laura Michelle Kelly com La Captaire, Jayne Wisener com Johanna, Ed Sanders com Tobias, i Timothy Spall com l'Agutzil Bamford.

## Temàtica
Stephen Sondheim creu que "Sweeney Todd és una història de venjança i de com aquesta consumeix una persona. De fet, creu que bàsicament el tema es redueix a una obsessió.
Hal Prince creia que era una al·legoria del capitalisme. Ho va descriure així: Va ser només llavors quan vaig adonar-me'n que la història anava sobre la venjança... i llavors va venir la fàbrica, i la lluita de classes – la terrible lluita de classes per sortir de la classe en la que has nascut.

## Anàlisis musical
La partitura de Sondheim és una de les més complexes per catalogar. Descansa en el contrapunt i en unes harmonies riques i angulars. El seu estil de composició és comparat al de Maurice Ravel, Sergei Prokofiev i Bernard Herrmann (que compongué les bandes sonores de les pel·lícules d'Alfred Hitchcock). També cita el vell Dies Irae del cant gregorià (que sona tant com la balada que acompanya tota la partitura i, principalment a Epiphany). També fa molt ús del leitmotif (en la que una melodia identifica un personatge durant tota la composició). Depenent on i com es representi, de vegades Sweeney Todd s'ha considerat com una òpera.
Al seu assaig per l'enregistrament del 2005, Jeremy Sams troba el més rellevant de comparar el treball de Sondheim amb el d'òperes que exploren d'una manera semblant la psique d'un assassí boig o d'un asocial, com Wozzeck de Alban Berg (1925, basat en l'obra teatral de Georg Buchner) i Peter Grimes de Benjamin Britten (1945). Per un altre costat, s'ha vist com un precursor de musicals basats en històries de terror, com La botiga dels horrors (1982), The Phantom of the Opera (1986), Jekyll & Hyde (1997) i Tanz Der Vampire (1997).

## Premis i nominacions

### Producció Original de Broadway
| Any  | Premi                                    | Categoria                                      | Nominat                        | Resultat   |
| ---- | ---------------------------------------- | ---------------------------------------------- | ------------------------------ | ---------- |
| 1979 | Premi Drama Desk                         | Musical Nou Més Destacat                       | Musical Nou Més Destacat       | GUANYADOR  |
| 1979 | Premi Drama Desk                         | Llibret de Musical Més Destacat                | Hugh Wheeler                   | GUANYADOR  |
| 1979 | Premi Drama Desk                         | Lletres Més Destacades                         | Stephen Sondheim               | GUANYADOR  |
| 1979 | Premi Drama Desk                         | Música Més Destacada                           | Stephen Sondheim               | GUANYADOR  |
| 1979 | Premi Drama Desk                         | Actor de Musical Més Destacat                  | Len Cariou                     | GUANYADOR  |
| 1979 | Premi Drama Desk                         | Actriu de Musical Més Destacada                | Angela Lansbury                | GUANYADOR  |
| 1979 | Premi Drama Desk                         | Actor de Repartiment de Musical Més Destacat   | Ken Jennings                   | GUANYADOR  |
| 1979 | Premi Drama Desk                         | Actriu de Repartiment de Musical Més Destacada | Merle Louise                   | GUANYADORA |
| 1979 | Premi Drama Desk                         | Coreografia Més Destacada                      | Larry Fuller                   | nominat    |
| 1979 | Premi Drama Desk                         | Director de Musical Més Destacat               | Harold Prince                  | GUANYADOR  |
| 1979 | Premi Drama Desk                         | Escenografia de Musical Més Destacada          | Eugene Lee                     | nominat    |
| 1979 | Premi Drama Desk                         | Vestuari Més Destacat                          | Franne Lee                     | nominat    |
| 1979 | Premi Drama Desk                         | Il·luminació Més Destacada                     | Ken Billington                 | nominat    |
| 1979 | Premi Tony                               | Millor Musical                                 | Millor Musical                 | GUANYADOR  |
| 1979 | Premi Tony                               | Millor Llibret de Musical                      | Hugh Wheeler                   | GUANYADOR  |
| 1979 | Premi Tony                               | Millor Banda Sonora                            | Stephen Sondheim               | GUANYADOR  |
| 1979 | Premi Tony                               | Millor Actor Protagonista de Musical           | Len Cariou                     | GUANYADOR  |
| 1979 | Premi Tony                               | Millor Actriu Protagonista de Musical          | Angela Lansbury                | GUANYADORA |
| 1979 | Premi Tony                               | Millor Direcció de Musical                     | Harold Prince                  | GUANYADOR  |
| 1979 | Premi Tony                               | Millor Escenografia                            | Eugene Lee                     | GUANYADOR  |
| 1979 | Premi Tony                               | Millor Vestuari                                | Franne Lee                     | GUANYADOR  |
| 1979 | Premi Tony                               | Millor Il·luminació                            | Ken Billington                 | nominat    |
| 1979 | Premi Theatre World                      | Ken Jennings                                   | Ken Jennings                   | GUANYADOR  |
| 1979 | Premi Theatre World                      | Sarah Rice                                     | Sarah Rice                     | GUANYADORA |
| 1979 | Premi del New York Drama Critics' Circle | Millor Musical                                 | Millor Musical                 | GUANYADOR  |
| 1980 | Premis Grammy                            | Millor àlbum de teatre musical                 | Millor àlbum de teatre musical | Guanyador  |

### Producció Original de Londres
| Any  | Premi                  | Categoria                | Nominat        | Resultat   |
| ---- | ---------------------- | ------------------------ | -------------- | ---------- |
| 1980 | Premi Laurence Olivier | Millor Musical           | Millor Musical | GUANYADOR  |
| 1980 | Premi Laurence Olivier | Millor Actor de Musical  | Denis Quilley  | GUANYADOR  |
| 1980 | Premi Laurence Olivier | Millor Actriu de Musical | Sheila Hancock | GUANYADORA |

### Revival de Broadway 1989
| Any  | Premi            | Categoria                             | Nominat                | Resultat  |
| ---- | ---------------- | ------------------------------------- | ---------------------- | --------- |
| 1990 | Premi Drama Desk | Revival Més Destacat                  | Revival Més Destacat   | nominat   |
| 1990 | Premi Drama Desk | Actor de Musical Més Destacat         | Bob Gunton             | nominat   |
| 1990 | Premi Drama Desk | Actriu de Musical Més Destacada       | Beth Fowler            | nominat   |
| 1990 | Premi Drama Desk | Escenografia de Musical Més Destacada | James Morgan           | nominat   |
| 1990 | Premi Drama Desk | Il·luminació Més Destacada            | Mary Jo Dondlinger     | GUANYADOR |
| 1990 | Premi Tony       | Millor Revival Musical                | Millor Revival Musical | nominat   |
| 1990 | Premi Tony       | Millor Actor Protagonista de Musical  | Bob Gunton             | nominat   |
| 1990 | Premi Tony       | Millor Actriu Protagonista de Musical | Beth Fowler            | nominada  |
| 1990 | Premi Tony       | Millor Direcció de Musical            | Susan H. Schulman      | nominat   |

### Revival de Londres 1993
| Any  | Premi                  | Categoria                                             | Nominat                | Resultat   |
| ---- | ---------------------- | ----------------------------------------------------- | ---------------------- | ---------- |
| 1994 | Premi Laurence Olivier | Millor Revival Musical                                | Millor Revival Musical | GUANYADOR  |
| 1994 | Premi Laurence Olivier | Director d'un Musical                                 | Declan Donnellan       | GUANYADOR  |
| 1994 | Premi Laurence Olivier | Millor Actor de Musical                               | Alun Armstrong         | GUANYADOR  |
| 1994 | Premi Laurence Olivier | Millor Actriu de Musical                              | Julia McKenzie         | GUANYADORA |
| 1994 | Premi Laurence Olivier | Millor Actuació en un Paper de Repartiment de Musical | Adrian Lester          | nominat    |
| 1994 | Premi Laurence Olivier | Millor Actuació en un Paper de Repartiment de Musical | Barry James            | nominat    |

### Revival de Broadway 2005
| Any  | Premi            | Categoria                                    | Nominat                   | Resultat   |
| ---- | ---------------- | -------------------------------------------- | ------------------------- | ---------- |
| 2006 | Premi Drama Desk | Revival Més Destacat                         | Revival Més Destacat      | GUANYADOR  |
| 2006 | Premi Drama Desk | Actor de Musical Més Destacat                | Michael Cerveris          | nominat    |
| 2006 | Premi Drama Desk | Actriu de Musical Més Destacada              | Patti LuPone              | nominat    |
| 2006 | Premi Drama Desk | Actor de Repartiment de Musical Més Destacat | Alexander Gemignani       | nominat    |
| 2006 | Premi Drama Desk | Orquestració Més Destacada                   | Sarah Travis              | GUANYADORA |
| 2006 | Premi Drama Desk | Direcció de Musical Més Destacada            | John Doyle                | GUANYADOR  |
| 2006 | Premi Drama Desk | Escenografia de Musical Més Destacada        | John Doyle                | nominat    |
| 2006 | Premi Drama Desk | Il·luminació Més Destacada                   | Richard G. Jones          | GUANYADOR  |
| 2006 | Premi Drama Desk | So Més Destacat                              | Dan Moses Schreier        | nominat    |
| 2006 | Premi Tony       | Millor Revival de Musical                    | Millor Revival de Musical | nominat    |
| 2006 | Premi Tony       | Millor Actor Protagonista de Musical         | Michael Cerveris          | nominat    |
| 2006 | Premi Tony       | Millor Actriu Protagonista de Musical        | Patti LuPone              | nominada   |
| 2006 | Premi Tony       | Millor Actor de Repartiment de Musical       | Manoel Felciano           | nominat    |
| 2006 | Premi Tony       | Millor Actor de Musical                      | John Doyle                | GUANYADOR  |
| 2006 | Premi Tony       | Millor Orquestració                          | Sarah Travis              | GUANYADORA |

### Revival de Londres 2005
| Any  | Premi                  | Categoria               | Nominat                | Resultat |
| ---- | ---------------------- | ----------------------- | ---------------------- | -------- |
| 2006 | Premi Laurence Olivier | Millor Revival Musical  | Millor Revival Musical | Nominat  |
| 2006 | Premi Laurence Olivier | Millor Actor de Musical | Paul Hegarty           | Nominat  |

### Produccions de Barcelona
| Any  | Premi                            | Categoria       | Nominat         | Resultat  |
| ---- | -------------------------------- | --------------- | --------------- | --------- |
| 1995 | Premi Butaca                     | Millor Muntatge | Millor Muntatge | GUANYADOR |
| 2009 | Premi de la Crítica de Barcelona | Millor Musical  | Millor Musical  | GUANYADOR |

### Revival de Londres 2012
| Any  | Premi                  | Categoria                | Nominat         | Resultat   |
| ---- | ---------------------- | ------------------------ | --------------- | ---------- |
| 2012 | Premi Laurence Olivier | Millor Actor de Musical  | Michael Ball    | GUANYADOR  |
| 2012 | Premi Laurence Olivier | Millor Actriu de Musical | Imelda Staunton | GUANYADORA |